# Kerstin Palm (Fechterin)

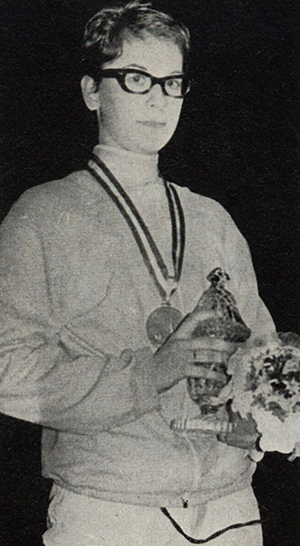
Kerstin Palm 1966

Kerstin Ullasdotter Palm (* 5. Februar 1946 in Malmö) ist eine ehemalige schwedische Florettfechterin. Mit sieben Teilnahmen in Folge gehört Palm zu den Sportlerinnen mit einer besonders  hohen Anzahl von Teilnahmen an den Olympischen Spielen.
Palm begann ihre Karriere im Alter von 18 Jahren bei den Olympischen Sommerspielen 1964 in Tokio. Vier Jahre später, bei den Spielen 1968 in Mexiko-Stadt, erzielte sie mit einem fünften Rang ihre beste Platzierung bei ihren olympischen Teilnahmen. Im Alter von 42 Jahren nahm sie 1988 in Seoul zum siebten Mal in Folge an den Spielen teil und erreichte dort Platz 29. Im Verlauf ihrer olympischen Karriere trat sie in mehr als 100 Einzelkämpfen an und kam zweimal in die Finalrunde, wobei sie die Plätze 5 und 6 erreichte.
2005, 2007 und 2009 gewann Palm die Seniorenweltmeisterschaften im Florett.